# Assiminea francesiae
Assiminea francesiae е вид охлюв от семейство Assimineidae. Видът не е застрашен от изчезване.

## Разпространение и местообитание
Разпространен е в Бангладеш, Индия (Западна Бенгалия и Махаращра) и Мианмар.
Обитава сладководни и полусолени басейни, реки и канали в райони с тропически и умерен климат.

## Описание
Популацията на вида е стабилна.